# Rajnowci (obwód Wielkie Tyrnowo)
Rajnowci (bułg. Райновци) – wieś w Bułgarii, w obwodzie Wielkie Tyrnowo, w gminie Elena. Obecnie mieszka tu jeden mieszkaniec.